# Iberia sumergida
«Iberia sumergida» es una canción del grupo español de rock and roll Héroes del Silencio, perteneciente a su cuarto álbum de estudio: Avalancha, publicado en 1995. Fue el primer sencillo del álbum, y ha sido incluido en discos recopilatorios y actuaciones en directo. Fue, además, número 1 de la lista de éxitos de "Los 40 Principales" en dos ocasiones, y su videoclip recibió varios premios, entre ellos un Ondas en 1995.

## Formato
Su primera aparición fue en formato de sencillo en CD, a principios de septiembre de 1995 como sencillo promocional del nuevo álbum del grupo: Avalancha. También se incluyó el tema en un CD maxi que incluía otras dos canciones. 
El 18 de septiembre de 1995 salió a la venta el álbum, compuesto de 12 canciones, del que "Iberia sumergida" fue corte n.º 4. Después ha sido incluida en los álbumes: Parasiempre (versión en directo, 1996), Edición del Milenio (2000), Canciones 1984-1996 (2000), Antología Audiovisual (2004), El ruido y la furia (2005), The Platinum Collection (2006) y Tour 2007 (2007).

## La canción
"Iberia sumergida" es uno de los pocos temas compuestos por Enrique Bunbury cuya letra puede considerarse explícita. La compuso en un momento en que la corrupción en España alcanzó sus más altas cotas, y nunca negó que "Iberia" representaba a España y "sumergida" a su caótica situación en aquel momento.
Con las habituales metáforas empleadas por Bunbury en sus composiciones, el tema aborda el tema del conformismo y la corrupción política y económica:

Amanecí con los puños bien cerrados
y la rabia insolente de mi juventud.
La ingenuidad nos absuelve de equivocarnos
que cada uno aporte lo que sepa.
Te hicieron pan y ahí te consumimos
y la venganza es un trasto tan inútil.

Instrumentalmente, el tema está en la línea del resto de canciones del disco, con una producción más trabajada y mucho protagonismo de las guitarras, lo que le convirtió en el disco con más influencia del rock clásico de los grabados por Héroes. "Iberia sumergida" es fácilmente reconocible por su intro realizada con la armónica por el propio Bunbury.

## Listas de éxitos
Esta canción fue el único tema en la historia de Héroes del Silencio que se aupó en dos ocasiones distintas al Número uno de Los 40 Principales, la principal lista radiofónica de éxitos en España. Lo hizo el 30 de septiembre y el 4 de noviembre de 1995.

## Videoclip
El videoclip del tema fue realizado por la empresa audiovisual Factoría Clip, formada por el director de vídeos musicales Juan Marrero y por Carlos Miranda. Fue llevado a cabo en unos estudios madrileños donde se simularon unas cavernas de cuyo techo caía vino constantemente, con animales y extraños personajes alrededor del grupo.
Este trabajo audiovisual recibió en 1995 el Premio Ondas al mejor videoclip del año, y también fue incluido por la cadena musical MTV Latinoamérica en su especial 100 Videos en 10 Años como uno de los 100 clips más importantes emitidos entre 1993 y 2003. En 2008, y basado en el mismo formato, también se incluyó en el especial 15 años, 150 videos.